# Palmar (Uruguay)
Palmar es una localidad uruguaya del departamento de Soriano.

## Ubicación
Se encuentra situada en la zona noreste del departamento de Soriano, junto a la represa de Palmar en el río Negro, y sobre la ruta 55.

## Historia
Esta localidad surgió en 1977 con la construcción de la represa de Palmar; junto a ella se construyeron las viviendas para el personal jerárquico, obrero y de servicios que trabajaron en la obra. En sus inicios llevó el nombre de Lorenzo Latorre, pero en 1990 se denominó Palmar por ley 16170 del 28 de diciembre de ese año. Luego de la construcción de la represa, la localidad pasó a ser residencia de empleados de UTE, quienes trabajan en la represa, así como de todas aquellas personas que prestan servicios a esta comunidad (maestros, médicos, comerciantes, entre otros).

## Población
En 2023, Palmar tenía 346 habitantes permanentes, lo que representa un decrecimiento promedio anual del 0.82% respecto a los 381 habitantes registrados en el censo de 2011.
| Gráfica de evolución demográfica de Palmar entre 1985 y 2023 |
|                                                              |
| Fuente: INE - Instituto Nacional de Estadística, Uruguay.    |

## Lugares de interés
Junto a la localidad, en lo que fue el obrador de la represa de Palmar, se encuentra situado el centro turístico municipal Palmar, junto al lago artificial de la represa. El centro cuenta con hotel, piscina, restaurante, bungalow, parador, zona de camping, canchas de básquetbol y padlle, y juegos para niños.